# Kōnodori
Kōnodori (コウノドリ?) è un manga scritto e disegnato da Yū Suzunoki. È serializzato da Kōdansha a partire dal 26 luglio 2012 sulla rivista Weekly Morning, l'editore pubblica anche i volumi tankōbon dell'opera. Il manga ha vinto il Premio Kodansha per i manga nella categoria generale nel 2016. Kodansha USA ha concesso in licenza il fumetto per una versione digitale nordamericana.
Un adattamento televisivo in forma di dorama trasmesso da Tokyo Broadcasting System è andato in onda dal 16 ottobre al 18 dicembre 2015; ne è seguita una seconda serie trasmessa dal 13 ottobre al 21 dicembre del 2017.

## Personaggi e interpreti
- Sakura Kōnodori (interpretato da Gō Ayano)
- Kae Shimoya (interpretata da Mayu Matsuoka)
- Rumiko Komatsu (interpretata da Yō Yoshida)
- Ryo Shirakawa (interpretato da Kentarō Sakaguchi)
- Hiroshi Kase (interpretato da Yusuke Hirayama)
- Mayumi Kadota (interpretata da Nana Seino)
- Takuya Funakoshi (interpretato da Akinaga Toyomoto)
- Regista Osawa (interpretato da Kazuyuki Asano)
- Sachiko Mukai (interpretato da Noriko Eguchi)
- Megumi Arai (interpretata da Sayaka Yamaguchi)
- Haruki Shinomiya (interpretato da Gen Hoshino)
- Takayuki Imahashi (interpretato da Nao Ōmori)
- Hiroyuki Nagai (interpretato da Shun Oguri)